# Котович, Миколай
Миколай Котович (Котвич, пол. Mikołaj Kotowicz/Kotwicz; ум. 1507) — гнезиенский каноник и декан ловицкой коллегии.
Родился в семье горожанина. Учился в Кракове, побывал в Италии. Был другом примаса Польши Збигнева Олесницкого, написал латинскую эпитафию на его смерть. В дальнейшем пользовался покровительством гнезненских епископов У. Гурки и Я. Любраньского.
Котович исследовал синодальные постановления, его труды были использованы Я. Ласким при издании первого сборника законов Польши. В 1505 г. каноник выпустил миссал, вызвавший споры среди богословов.
В честь Котовича названа улица в Быдгоще.